# Championnat des Bahamas de football 2013
Navigation
Saison précédente Saison suivante
La saison 2013 du Championnat des Bahamas de football est la cinquième édition de la BFA Senior League, le championnat de première division des Bahamas. Les dix formations engagées sont réunies au sein d'une poule unique où elles ne s'affrontent qu'une seule fois. La fédération décide avant le début du championnat de raccourcir encore celui-ci : il n'y a que sept journées disputées au lieu de neuf. Le dernier du classement est relégué en division inférieure. 
C'est le Bears Football Club, quadruple tenant du titre, qui remporte à nouveau la compétition cette saison après avoir terminé en tête du classement final, avec trois points d'avance sur le Lyford Cay FC et six sur Baha Juniors FC. C’est le sixième titre de champion des Bahamas de l'histoire du club.

## Les clubs participants
- Bears Football Club
- Lyford Cay FC
- United FC
- Cavalier FC
- Boca FC
- Super Stars FC
- Baha Juniors FC
- Dynamos FC
- College of the Bahamas FC
- VanDyke Bethel Soccer Academy

## Compétition
Le barème de points servant à établir le classement se décompose ainsi :
- Victoire : 3 points
- Match nul : 1 point
- Défaite : 0 point

### Résultats et classement final
| Rang | Équipe                        | Pts | J | G | N | P | Bp | Bc | Diff |  | Résultats (▼ dom., ► ext.)    | Bea | Lyf | Jun | COB | Dyn | SSt | Cav | Boc | Uni | VBS |
| ---- | ----------------------------- | --- | - | - | - | - | -- | -- | ---- |  | ----------------------------- | --- | --- | --- | --- | --- | --- | --- | --- | --- | --- |
| 1    | Bears Football ClubT          | 19  | 7 | 6 | 1 | 0 | 29 | 9  | +20  |  | Bears Football ClubT          |     | 3-2 |     | 0-0 | 5-3 |     |     | 4-2 | 3-0 |     |
| 2    | Lyford Cay FC                 | 16  | 7 | 5 | 1 | 1 | 18 | 10 | +8   |  | Lyford Cay FC                 |     |     |     |     | 3-1 | 3-1 | 1-1 |     |     | 3-0 |
| 3    | Baha Juniors FC               | 13  | 7 | 4 | 1 | 2 | 18 | 15 | +3   |  | Baha Juniors FC               | 1-6 |     |     |     |     | 2-3 |     | 3-1 |     | 6-2 |
| 4    | College of the Bahamas FC     | 11  | 7 | 3 | 2 | 2 | 11 | 5  | +6   |  | College of the Bahamas FC     |     | 1-2 | 0-1 |     |     |     |     |     |     | 3-0 |
| 5    | Dynamos FC                    | 9   | 7 | 3 | 0 | 4 | 14 | 14 | 0    |  | Dynamos FC                    |     |     |     | 0-2 |     |     | 0-3 |     | 3-0 |     |
| 6    | Super Stars FC                | 9   | 7 | 3 | 0 | 4 | 11 | 20 | -9   |  | Super Stars FC                | 1-8 |     |     |     | 1-3 |     |     |     |     | 3-1 |
| 7    | Cavalier FC                   | 8   | 7 | 2 | 2 | 3 | 12 | 13 | -1   |  | Cavalier FC                   |     |     | 1-1 |     |     | 3-1 |     |     | 2-3 |     |
| 8    | Boca FC                       | 6   | 7 | 1 | 3 | 3 | 16 | 17 | -1   |  | Boca FC                       |     | 3-4 |     | 2-2 |     |     | 5-1 |     | 3-3 |     |
| 9    | United FC                     | 4   | 7 | 1 | 1 | 5 | 8  | 19 | -11  |  | United FC                     |     |     | 2-4 | 0-3 |     | 0-1 |     |     |     |     |
| 10   | VanDyke Bethel Soccer Academy | 4   | 7 | 1 | 1 | 5 | 5  | 20 | -15  |  | VanDyke Bethel Soccer Academy |     |     |     |     | 0-4 |     | 2-1 | 0-0 |     |     |

|  | Champion des Bahamas 2013         |
|  | Relégation en division inférieure |
|  | T : Tenant du titre               |

## Bilan de la saison
| Championnat des Bahamas de football 2013 |                                |
| Champion                                 | Bears Football Club (6e titre) |
| Qualifications continentales             |                                |
| CFU Club Championship 2014               | Aucun                          |
| Promotions et relégations                |                                |
| Promus en BFA Senior League              | BahaMar FC                     |
| Promus en BFA Senior League              | Lyford Cay FC (réserve)        |
| Promus en BFA Senior League              | Future Stars                   |
| Relégués                                 | VanDyke Bethel Soccer Academy  |